# Albert Ndele
Albert Ndele Mbamu (Boma, 15 augustus 1930 - Brussel, 1 april 2023) was een Congolese politicus en bankier.

## Biografie

### Jeugd
Ndele werd geboren in Boma en voltooide zijn basisonderwijs en middelbare school voordat hij universitaire studies aan de Universiteit Lovanium in Leopoldstad begon. In 1958 behaalde hij als eerste Congolese student een graad in de economische wetenschappen. Hij voltooide ook postuniversitaire financiële studies aan de Katholieke Universiteit Leuven in België.

### Rondetafelconferentie
Zijn verblijf in België bracht hem ertoe om na de politieke rondetafelconferentie deel uit te maken van de De Voghel Commissie, belast met het voorbereiden van materialen voor de Economische rondetafelconferentie, waar hij in april-mei 1960 werd aangewezen als woordvoerder van de afgevaardigden van het Algemeen Uitvoerend College, de toenmalige overgangsregering.

### Regering Lumumba
Na zijn terugkeer naar Congo werd hij benoemd tot kabinetschef van de minister van Financiën en later tot algemeen commissaris voor Financiën en vicevoorzitter van het College van Algemeen Commissarissen in de regering Lumumba. Hij was ook betrokken bij de ontbinding van de Centrale Bank van Belgisch Congo en Rwanda-Urundi en werd vervolgens benoemd tot gouverneur van de Nationale Bank van Congo in 1961.

### Nationale Bank
Als gouverneur van de Nationale Bank was Ndele een drijvende kracht achter verschillende economische hervormingen en ontwikkelingsinitiatieven, waaronder de oprichting van GECOMIN en SOCOFIDE. Hij lanceerde ook een monetaire hervorming die leidde tot de invoering van de Zaïre als nationale munteenheid.
In september 1970 werd Ndele benoemd tot minister van Financiën van de Democratische Republiek Congo.

### Ballingschap
In november 1970 verliet hij Congo en leefde hij tot aan zijn dood op 1 april 2023 in ballingschap in België, waar hij in Brussel overleed op de leeftijd van 92 jaar.

## Moord op Lumumba
Albert Ndele was op het moment van de moord op Lumumba, commissaris voor Financiën en vice-voorzitter van het College van commissarissen. Hij was medeverantwoordelijk voor de overbrenging van Lumumba naar Katanga.

### Lumumba commissie
Tijdens zijn getuigenis voor de onderzoekscommissie Lumumba verklaarde Ndele dat hij Patrice Lumumba kende sinds hun studietijd aan de Lovanium-universiteit, maar beweerde hij geen persoonlijke mening te hebben gehad over Lumumba's regering of zijn beheer als premier. Hij was niet betrokken bij besprekingen over het lot van Lumumba en beweerde nooit benaderd te zijn over wat er met Lumumba moest gebeuren. Ndele ontkende ook betrokken te zijn geweest bij politieke manoeuvres tegen Lumumba en beweerde geen kennis te hebben van Belgische pogingen om Lumumba fysiek of politiek uit te schakelen.

## Publicaties
- Les grandes leçons de l'histoire monétaire, financière et économique du Congo-Zai͏̈re (1961) ISSN 0049-8513, ZDB-ID 189236-8